# Ultravox (azienda)
Ultravox S.p.A. è stata un'azienda italiana produttrice di elettronica di consumo con sede a Caronno Pertusella, in provincia di Varese. Fondata nel 1948 a Milano, ha operato fino al 1992, e i suoi prodotti, soprattutto negli anni sessanta-settanta, si sono distinti per tecnologia e design.

## Storia
La Società Ultravox, fu fondata nel 1948 a Milano su iniziativa dei fratelli Sergio e Cino Stanghi, ed avviò le proprie attività in una piccola officina in via Massena 15, zona Sempione.  La produzione riguardò inizialmente radio e autoradio, e successivamente, verso la seconda metà degli anni cinquanta anche i televisori. Divenuta Ultravox, S.r.l. Autoradio Radio Televisione, nel 1959 le attività produttive furono spostate in uno stabilimento aperto a Caronno Pertusella, in provincia di Varese, mentre la direzione generale rimaneva a Milano, dapprima in via Sebenico 9, e successivamente in via Jan 5. Ultravox si espanse con la creazione di agenzie di vendita e centri di assistenza in tutto il territorio nazionale, con le prime che al 1964 erano 25.
Negli anni sessanta, Ultravox conquistò maggiore notorietà e si ritagliò significativi spazi di mercato, quello di fascia alta, grazie alla validità tecnologica dei suoi prodotti e soprattutto al design dei medesimi. L'azienda si avvalse infatti della collaborazione di designer come Luigi Bandini Buti, Lorenzo Forges Davanzati, Giovanni Offredi e Piero Ranzani.  Tra i modelli di televisori ebbero particolare rilievo: il Raffaello 23" (1965), uno dei primi apparecchi con comando a distanza e regolazione della luminosità e del contrasto; l'Anfiteatro (1965), apparecchio che in un solo mobile in legno montava cinescopio, sintonizzatore radio FM e giradischi; il Goccia 12" (1968) disegnato da Offredi, con il cinescopio disposto in diagonale all'interno del carter; il Colibrì 6" (1969) disegnato da Offredi, televisore portatile completamente a transistor con sintonizzatore radio FM incorporato, alimentato sia a corrente che con batteria dell'auto e ricaricabile. Degni di menzione e considerati prodotti iconici, sono anche la radio portatile colorata in plastica Quadrifoglio (1969) disegnata da Bandini e prodotta in risposta di mercato al TS502 della Brionvega, e il giradischi portatile Maggiolino (1970) disegnato da Offredi.
Nel periodo compreso tra la fine degli anni settanta e l'inizio degli anni ottanta, Ultravox attraversò una fase discendente, comune a tutte le imprese italiane del settore. Nel 1977-79, aveva avviato la produzione dei primi televisori a colori, con i modelli Memory 22" e Telecomputer 27", e si specializzò anche in quella dei videoregistratori, per la quale fu una delle prime in Italia. Ma le perdite di bilancio accumulate in quegli anni erano tali da rendere necessario l'ingresso nel capitale dell'azienda milanese della finanziaria pubblica REL, istituita nel 1982 dal Ministero dell'Industria con il compito di risanare le aziende italiane di elettronica in crisi:  il numero di addetti era sceso dai 150 del 1981 ai 50 del 1984, anno in cui REL, a seguito di delibera del CIPI del 1983, fece ingresso rilevando una quota del 27% del capitale di Ultravox e con una dote di finanziaria di 4 miliardi di lire in tre diverse fasi.  L'intervento pubblico fece incrementare il fatturato di Ultravox, passato dai 2,6 miliardi del 1982 ai 36 miliardi del 1987, che dopo anni di perdite, realizzò per la prima volta un utile di 400 milioni di lire. In quello stesso anno, l'azienda milanese veniva indicata come prima tra le 200 imprese italiane di elettronica in crescita nella classifica Data Bank-Il Sole24Ore.
Nel 1988, Ultravox costituì insieme a REL una nuova società, la Ultravox Siena S.p.A., con una dotazione di 7,6 miliardi di lire (di cui 6,4 da parte di REL e 1,2 da parte di Ultravox) e partecipata per il 55% dall'azienda milanese e per il 45% dalla finanziaria dello Stato. Questa società rilevò marchio e stabilimento della ex Emerson di Siena in località Isola d'Arbia, le cui attività erano interrotte dal 1980. Nello stesso anno Ultravox lanciò sul mercato la nuova versione del radio-televisore modello Colibrì, con display CRT 6 pollici a colori ultrapiatto e sintonizzatore AM/FM, che l'anno seguente, nel 1989, partecipò alle selezioni del Premio Compasso d'oro in cui ottenne la menzione d'onore.
Ultravox S.p.A. - ragione nel frattempo assunta dall'azienda - fu poco tempo dopo travolta da una nuova crisi, più grave di quella che la colpì nel decennio antecedente, al punto da essere messa in liquidazione nel 1991 e da essere costretta a chiudere lo stabilimento di Caronno Pertusella.

### Il marchio Ultravox dopo la chiusura
L'attività a marchio Ultravox proseguì con la controllata Ultravox Siena S.p.A., nel cui capitale nel 1993 intervenne il Monte dei Paschi di Siena con un finanziamento di 8,5 miliardi di lire. L'azienda, che contava 200 dipendenti, oltre a produrre televisori con i marchi Ultravox ed Emerson, si specializzò nella produzione dei decoder satellitari per pay tv dopo essere stata rilevata dalla tedesca Galaxis Holdings GmbH di Lubecca nel 1996. In quello stesso periodo, l'azienda toscana aveva visto raddoppiare il proprio fatturato da 40 a 80 miliardi di lire, e divenne fornitrice di decoder per la televisione a pagamento Telepiù destinati ai locali pubblici.
Ultravox Siena fallì nel 1999, e successivamente lo stabilimento passò ad una newco controllata dalla stessa Galaxis che ne proseguì l'attività, la Galaxis Produzione S.p.A., che a sua volta fallirà nel 2001.
Nella seconda metà degli anni 2000, con il marchio Ultravox sono stati distribuiti sul mercato dalla ditta Italvideo S.r.l. di Casoria, in provincia di Napoli, modelli di televisori da 14 a 32 pollici prodotti in Turchia dalla Vestel.

## Premi e segnalazioni
- Menzione d'onore al Premio Compasso d'oro 1989 per il televisore Colibrì 6"

## Sponsorizzazioni
Ultravox è stata sponsor delle squadre femminili di pallacanestro della Libertas Basket Bologna che militò in Serie A tra le stagioni 1960-61 e 1962-63, e della Fari Brescia che militò in Serie A nella stagione 1967-68.